# École supérieure de technologie de Casablanca
 (octobre 2021).
L’École supérieure de technologie de Casablanca (ESTC), créée en 1986, est une école marocaine d'enseignement supérieur public. Sa vocation est de former des techniciens supérieurs polyvalents, hautement qualifiés en tant que collaborateurs d'ingénieurs et de managers.
Elle fait partie du réseau des écoles supérieures de technologie et relève de l'université Hassan II Casablanca.

## Formations
L'ESTC dispense des formations dans les spécialités suivantes :
- Génie mécanique (GM)
- Génie électrique (GE)
- Génie informatique (GI)
- Génie des procédés (GP)
- Finance et comptabilité (FC)
- Techniques de commercialisation (TC)
- Gestion des Entreprises et des administrations (GEA)

Elle permet aussi la formation continue.

## Vie associative
- Enactus ESTC
- JLM ESTC
- Le bureau des étudiants (BDE).
- Club de développement personnel de l'ESTC.
- English Conversation Club.
- ESTC Verte.
- Association des Anciens Etudiants de l'École Supérieure de Technologie de Casablanca
- Union nationale des étudiants du Maroc Casablanca
- Mouvement Culturel amazigh anfa